# M Network
M Network fue una marca que hace referencia a Mattel Electronics en 1982 y 1983 que se usó para publicar y distribuir videojuegos para consolas y pc especialmente Atari 2600, IBM PC y Apple II.

## Historia
A principios de la década de 1980, la consola de videojuegos la matel Intellivision era el competidor directo del Atari 2600. Aunque Mattel desarrollaba videojuegos para su propio sistema con el equipo formado de blue sky rangers, la compañía sorprendió a la industria al lanzar también versiones reducida de sus juegos para el 2600 bajo el sello M Network, para llamar la atención de la Intellivision y compensar ventas debido a ser la consola no gozaba del éxito esperado.

M Network hizo ports de juegos arcade populares para consolas, como BurgerTime, Bump 'n' Jump y Lock 'n' Chase (todos de 1982), así como títulos originales lanzado en Intellivision o propios como Tron: Deadly Discs (1982, basado en la película de Disney ) y Kool-Aid Man (1983), este fue precursor de los " juegos promocionales ", originalmente disponible solo por correo, enviando símbolos UPC desde contenedores de Kool-Aid.
También se cedió a los programadores de Mattel (denominados por TV Guide los " Blue Sky Rangers ") el permiso de uso para desarrollar videojuegos de otras propiedades intelectuales propietarias de Mattel; gracias a ello se lanzaron juegos como Masters of the Universe: The Power of He-Man (1983), que aprovechaba la franquicia de medios Masters of the Universe de Mattel.
Los cartuchos de M Network que fueron fabricados para el 2600 tenían una cubierta similar a los cartuchos Intellivision, pero la base estaba diseñada para adaptarse a la ranura para cartuchos más grande del 2600. La mayoría de los nombres fueron cambiados para ser lanzados en la 2600; ejemplo Astrosmash, pasó a llamarse Astroblast.
Aunque Mattel, lanzó cartuchos a través de M Network, para las consolas Atari, Matell se resistió a permitir que Atari lanzara juegos para Intellivision: a principios de los años 1980, la Matell presentó una demanda contra Atari alegando que Atari había robado secretos comerciales de Mattel por contratar a exempleados de Mattel para romper las protecciones y lanzar una línea de juegos compatibles con Intellivision, a través su distribuidora multiplataforma atarisoft. 
En mayo de 2023, la empresa francesa Infogrames hoy conocida como Atari SA compró la librería de propiedades intelectuales de más de una docena de juegos de M Network, incluidos Armor Ambush, Astroblast y Star Strike .  Se anunció el lanzamiento de una selección de juegos de M Network lanzados para Atari 2600 en octubre de 2024 como contenido descargable para la compilación de videojuegos Atari 50 (2022). 